# Heinrich Sellmann
Heinrich Sellmann (* 15. Mai 1899 in Halstenbek; † 10. Dezember 1959) war ein deutscher Politiker (SPD). Er war von 1952 bis 1959 Mitglied des Landtags von Schleswig-Holstein.

## Leben
Nach Abschluss der Volksschule arbeitete Heinrich Sellmann zunächst als Eisenflechter, Zementfacharbeiter und Hilfspolierer im Baugewerbe. Er bildete sich an der Volkshochschule und gewerkschaftlichen Bildungseinrichtungen wie der ADGB-Schule und der DGB-Bundesschule fort. Er war dann als hauptberuflicher Gewerkschaftssekretär tätig.
Sellmann trat 1931 in die SPD ein. Bereits zwischen 1928 und 1933 war er Gemeindevertreter in Pinneberg. Seit 1946 gehörte er dem ersten nach dem Zweiten Weltkrieg gewählten Stadtrat Pinnebergs an, er blieb Stadtrat bis 1952. Seit 1946 war er zugleich auch Pinneberger Kreistagsabgeordneter und Kreisausschussmitglied. 1950/1951 wurde er zum Kreispräsidenten gewählt. Sellmann war Aufsichtsratsmitglied der Pinneberger Gemeinnützigen Kleinsiedlungsgesellschaft und Mitglied der Kreiswohnungsbaugesellschaft. Er war Vorsitzender der Vertreterversammlung des Landesverbandes der schleswig-holsteinischen Ortskrankenkassen und Vorstandsmitglied der Allgemeinen Krankenkasse Pinneberg.
Sellmann wurde am 19. August 1952 schleswig-holsteinischer Landtagsabgeordneter, als er während der laufenden zweiten Wahlperiode für einen ausscheidenden Parlamentarier in den Landtag nachrückte. Bei der folgenden Wahl im Jahr 1954 wurde er als Direktkandidat der SPD im Wahlkreis 20 (Pinneberg-Ost) in den Landtag gewählt. Auch bei der Landtagswahl 1958 wurde Sellmann als Direktkandidat gewählt, diesmal im Wahlkreis 18 (Elmshorn). Sellmann war Abgeordneter des schleswig-holsteinischen Landtags bis zu seinem Tod am 10. Dezember 1959. Für ihn rückte am 7. Januar 1960 Paul Preuss in den Landtag nach.